# Charrua Rugby Clube
O Charrua Rugby Clube é o primeiro clube de Rugby Union da cidade de Porto Alegre, Rio Grande do Sul, Brasil. Fundado no dia 2 de junho de 2001. É filiado à Confederação Brasileira de Rugby e na Federação Gaúcha de Rugby.

## História
Em meados de 2000, um grupo de amigos liderados por Nilson Taminato (ex-jogador do Rio Branco Rugby Clube), Mauro Croitor  (vindo de Sao Paulo) e Luis Felipe Beck (recem chegado de Londres)se juntaram para começar a praticar rugby. Em 2 de Junho de 2001 foi oficialmente fundado o Charrua Rugby Clube. Seu primeiro jogo foi contra o Desterro Rugby Clube, inclusive com o primeiro try do Charrua por Edson Taminato (irmão de Nilson). Hoje  conta com mais de 100 atletas divididos em várias categorias, incluindo mirim, infantil, juvenil, adulto e feminina.
"Não Tá Morto Quem Peleia" (ou NTMQP, abreviado) é o grito de guerra do clube que é bradado ao final de cada treino e ao início e término de seus jogos, significando 'Não está derrotado aquele que segue lutando' utilizando termos locais e informais.
Preocupado com suas responsabilidades sociais o Charrua, desde sua fundação, engaja em ações como a Campanha do Agasalho e Campanha de Alimentos. Assim como clínicas de Rugby em escolas e universidades.

## Títulos
Categoria Adulto Masculino
- Liga Sul de Rugby campeão 1 vez (2007)
Liga Sul de Rugby vice-campeão 1 vez (2006)
- Campeonato Gaúcho de Rugby campeão 2 vezes (2006 Seven a side, 2007 Ten a side)
Campeonato Gaúcho de Rugby vice-campeão 7 vezes (2008, 2009, 2010, 2012, 2013, 2015, 2018)
- Torneio Pré-Gauchão de Rugby Sevens campeão 3 vezes (2007, 2008, 2009)
- Copa Sul-americana de Rugby de Areia campeão 1 vez (2008)
- Torneio Floripa Rugby Sevens campeão taça bronze 1 vez (2006)
- Copa Sul de Rugby Seven-a-Side campeão 1 vez (2004)
Copa Sul de Rugby Seven-a-Side vice-campeão 1 vez (2003)
- Torneo Integración vice-campeão 1 vez (2006)
- Vice-campeão da Copa do Brasil (2013)

Categoria Adulto Feminino
- Liga Sul de Rugby campeão 3 vezes (2007, 2008, 2009)
Liga Sul de Rugby vice-campeão 2 vezes (2005, 2006)
- Circuito Gaúcho de Rugby Sevens campeão 1 vez (2010)
- Etapa Gaúcha Circuito Brasileiro Feminino vice-campeão 1 vez (2005)
- Torneio Pré-Gauchão de Rugby Sevens campeão 2 vezes (2009, 2010)
- Copa Sul de Rugby Seven-a-Side campeão 1 vez (2004)
- Copa Consuelo - Torneo Internacional de Rugby Valentín Martínez campeão 2 vez (2005, 2007)
- Encontro Sul-americano de Rugby Feminino - Córdoba 3º lugar 1 vez (2009)
- Vice-campeão no Brasil Sevens (2012)
- 3º lugar no Brasil Sevens (2013)
- Campeão no Brasil Sevens (2014)

Categoria Juvenil Masculino
- Liga Sul de Rugby 3º lugar 1 vez (2007)
- Etapa Gaúcha Circuito Brasileiro Juvenil campeão 1 vez (2005)
- Campeonato Gaúcho de Rugby Ten-a-Side vice-campeão 1 vez (2007*)
- Torneio Soul Rugby de Seven-a-Side campeão 1 vez (2009)
- 3º lugar no Campeonato Gaúcho Juvenil de Sevens (2013)
- Campeão Gaúcho Juvenil de Sevens (2014 e 2015)

*(disputou na categoria adulto masculino)

## Curiosidades
Clube
- Suas cores são uma homenagem à tradicional rivalidade futebolística da dupla Grenal.
- O Charrua foi o primeiro clube no estado a possuir categorias feminino, mirim, infantil, juvenil e formativa.
- A grande maioria dos clubes do Rio Grande do Sul foram fundados a partir de membros, ou ex-membros, do Charrua. O Clube está em constante esforço para desenvolver o Rugby no estado.
- A categoria Formativa (utilizada para ensinar o esporte para leigos, antes de ingressarem na categoria específica) foi teorizada e desenvolvida no Charrua, por Álvaro Montandón.
- As meninas do Charrua conquistaram a 4º Copa Sul De Rugby de 2004 invictas sem levar nenhum Try.
- O Bar do Jandiro, é um dos pontos de encontro dos integrantes do Charrua aos sábados depois dos treinamentos, o dono do bar, o "Jandiro" apóia o Charrua e participa regularmente dos eventos do clube. No local pode-se visualizar fotos, adesivos e quadros do clube.

Atletas
- Uary Gondim, o "Baiano" é o jogador do Charrua que mais vezes foi convocado para a Seleção Brasileira de Rugby Masculino, foi campeão do Sul Americano de Rugby Grupo B em 2006 e vice-campeão em 2005 com a seleção brasileira. Defendeu o Brasil nas eliminatórias para a Copa do Mundo de Rugby 2007 durante o Sul americano de 2005. Em janeiro de 2008, Uary Gondim foi novamente convocado para a Seleção Brasileira que se preparava para as Eliminatórias ao Mundial de 2011 e para o Sul Americano de 2008.
- Bernardo Petro foi o primeiro jogador do Charrua convocado para a Seleção Brasileira Juvenil de Rugby. Defendeu a seleção brasileira nas eliminatórias para o Mundial M-19 de 2005 em Durban na África do Sul, o Brasil perdeu a vaga por 13 à 7 para a Seleção Paraguaia de Râguebi, em Assunção.
- Tendo jogado Rugby por apenas 3 meses, Bruno dos Santos foi convocado para a Seleção Brasileira Juvenil de Rugby.
- Fernanda Silveira, atual capitã do Charrua feminino e jogadora do clube desde 2003, é campeã Sul-Americana de Rugby pela Seleção Brasileira de Rugby Feminino. Ela e as demais gurias venceram invictas o campeonato e colecionaram o 4º título desta competição. Fernanda também participou da vitória que classificou o time feminino brasileiro para a Copa do Mundo da modalidade, em Dubai nos Emirados Árabes, em 2009.
- Maria Roberta Gondim, é irmã de Uary Gondim e também esteve na Seleção Brasileira de Rugby Feminino.
- Lucia Beatriz Ferreira, é campeã Sul-Americana pela Seleção Brasileira de Rugby Feminino e hoje joga Rugby Union na Irlanda.
- Daniel Loureiro Mendez, o "Blanquito" e Maria Roberta Gondim, conheceram-se no Charrua e hoje são casados e possuem uma filha chamada Sofia.
- Marcos de Paola, o "Cuca" e Pablo de Paola, são irmãos argentinos e jogam no Charrua, de Asa/Oitavo e Half Scrum, respectivamente. Pablo aprendeu a jogar no Charrua e Cuca ja havia praticado rugby na Argentina.
- Daniel Loureiro Mendez, o "Blanquito", foi convocado para a Seleção Brasileira de Rugby Masculino em janeiro de 2008, fez parte do selecionado brasileiro que se preparava para as Eliminatórias para o Mundial de 2011 e o Sul Americano de 2008.
- Os atletas Adroaldo Neto, o "Dodo" e Guilherme Blumberg, o "Ovelha" foram convocados para a Seleção Brasileira de Rugby M-17 em Outubro de 2009. Eles defenderam a amarelinha até o final do ano.
- Em dezembro de 2009, as atletas Aline Delfim, Fernanda Silveira, Lucia Ferreira e Maria Roberta Gondim foram convocadas para defender a Seleção Brasileira de Rugby Feminino, nos primeiros Jogos Sul Americanos de Rugby de Praia, em Montevideo no Uruguai.
- Em Julho de 2011 o atleta Adroaldo Neto, foi novamente convocado para a seleção brasileira juvenil, no qual a defendeu pelo sul americana
- Em 2012 o atleta Guilherme Blumberg, foi novamente convocado para a seleção brasileira M19, no qual participou das atividades até o final do ano.
- O jogador e treinador da categoria adulta masculina Guilherme MarqueS foi convidado para integrar a comissão de treinadores que compõe o grupo de alto rendimento da CBRu.
- Diego Pietrobon, o “Bananinha”, foi convocado para a Seleção Brasileira de Rugby Masculino que disputou o Campeonato Sul-Americano “A”, em 2014.